# Dogbo-Tota
Dogbo-Tota (auch kurz Dogbo)  ist eine Stadt und eine 475 km² große Kommune in Benin. Sie liegt im Département Couffo. 

## Demografie und Verwaltung
Das Kommune hatte bei der Volkszählung im Mai 2013 eine Bevölkerung von 103.057 Einwohnern, davon 49.289 männlich und 53.768 weiblich.
Die sieben Arrondissements der Kommune sind Ayomi, Dèvè, Honton, Lokogohoué, Madjrè, Tota und Totchagni. Kumuliert umfassen sie 65 Dörfer.

## Wissenswertes
Mit der westdeutschen Stadt Kleve wurde 2010 eine Städtepartnerschaft vereinbart.

## Söhne und Töchter
- Coffi Roger Anoumou (* 1972), römisch-katholischer Bischof von Lokossa